# Суперначо
«Суперна́чо» (англ. Nacho Libre) — спортивная комедия-драма 2006 года, снятая режиссёром Джаредом Хессом по сценарию Джареда и Джеруши Хесс и Майка Уайта. Джек Блэк сыграл роль Игнасио, католического монаха и фаната луча либре, который, чтобы заработать деньги для детского дома, где он днем работает поваром, подрабатывает лучадором тайно, зная, что его коллеги-монахи будут смотреть на его карьеру свысока и изгонят его, если узнают об этом.
Фильм основан на истории Фрай Тормента, реально существовавшего мексиканского католического священника, который в течение 23 лет выступал в качестве лучадора в маске и участвовал в соревнованиях, чтобы поддержать детский дом, которым он руководил.

## Сюжет
Начо — сирота, с детства живущий в монастыре и мечтающий о карьере рестлера. Прошли года, он всё ещё в монастыре, готовит еду для нового поколения сирот, но мечты выйти на ринг его не оставили. Однажды после конфликта с одним из монахов Начо решает в корне изменить свою жизнь. Он предложил худому парню, который как-то раз украл у него чипсы, стать партнёрами и сразиться в кулачном поединке. После непродолжительных тренировок они впервые вышли на ринг и проиграли, но за то, что они понравились публике, их стали приглашать на бои. Полученные деньги тратились на сирот и личные подарки. Они продолжали участвовать в боях, но всегда проигрывали. Скелетто рассказал, что знает одного цыгана, который пьёт орлиные яйца и это придаёт ему орлиную силу. Вскарабкавшись на скалу, Начо выпил яйцо, но это не помогло ему в следующем бою. В конце концов они проникают на праздник к Рамзесу, чтобы предложить сеньору Рамону драться у него в манеже. Тот ответил, что если кто-то из них выиграет на следующей неделе в групповом поединке, то он сможет сразиться с самим Рамзесом. Начо в монастыре нечаянно поджег свою рясу и все увидели, что он боец реслинга. Он говорит, что сегодня у него важный бой и выигранные деньги (10000) он собирается потратить на сирот. В отборочном турнире Начо почти удаётся одержать победу над всеми соперниками, но оставшегося не смог одолеть. Вернувшись в монастырь и увидев, что его вещи собраны, он уходит куда глаза глядят. Скелетто, найдя Начо, сообщает ему, что другой боец заболел (не без помощи первого) и теперь Начо должен биться с Рамзесом. Начавшийся неудачно поединок Начо удалось переломить, когда он увидел, что на бой пришли сестра Инкарнасьон вместе с сиротами. В конце поединка он даже обретает силу орла, и в невероятном прыжке добивает Рамзеса.

## В ролях
- Джек Блэк — Игнасио/Начо, повар из монастыря мечтающий стать лучадором.
- Ана де ла Регера — Инкарнасьон
- Эктор Хименес — Скелетто
- Дариус Роуз — Чанчо
- Эдуардо Гомес — Чуй
- Карла Хименес — Кандида
- Мойзес Ариас — Хуан Пабло
- Петер Стормаре — Император
- Сесар Гонсалес — Рамзес

## Отзывы
Фильм получил смешанные отзывы критиков. На сайте Rotten Tomatoes фильм имеет рейтинг одобрения 40 % на основе 166 рецензий со средним рейтингом 5,1/10. Консенсус критиков сайта гласит: «Временами уморительный, а временами оскорбительный, режиссёр Джаред Хесс не может вернуть коллективную харизму своих персонажей из „Наполеона Динамита“, и вместо этого полагается на одношуточную концепцию, которая выдохлась. Тем не менее, он наверняка развлечет подростков». Metacritic поставил фильму 52 балла из 100, основываясь на 36 рецензиях, что означает «смешанные или средние отзывы».
Известный американский кинокритик Роджер Эберт написал в своей рецензии — «Нужно постараться, чтобы сделать не смешную комедию с Джеком Блэком. Но им это удалось»

## Кассовые сборы
Премьера картины состоялась в США 16 июня 2006 года. В первый уик-энд фильм собрал 28,3 млн долларов и занял 2 место, уступив мультфильму «Тачки» от Диснея. Всего Суперначо собрал 99,3 млн$, из них за пределами США всего 19 млн$. Премьера в России состоялась 7 сентября, и за всё время кинотеатры положили в копилку 230 тыс.$. Также в США было продано dvd на 26 млн$.